# Вода (фильм, 2006)

Ледяной кристалл якобы после воздействия на него Симфонии № 40 Моцарта. Кадр из фильма «Великая тайна воды».

«Вода» (также известен под названием «Великая тайна воды») — псевдонаучный фильм телеканала «Россия». Впервые был показан в эфире 9 апреля 2006 года. В фильме, снятом в научно-популярном жанре, высказывается ряд паранаучных и псевдонаучных взглядов на свойства воды, которые преподносятся его авторами в качестве научных.
Свои суждения о «структурировании воды» высказали авторы неакадемических исследований из Англии, Израиля, Китая, России, США, Японии и других стран. В фильме также принимали участие богословы различных вероисповеданий, высказавшие мнения о воде с позиции своих конфессий.
17 ноября 2006 года фильм получил три премии ТЭФИ, в том числе за лучший документальный фильм. Фильм вызвал резкую критику научной общественности, в том числе со стороны Комиссии по борьбе с лженаукой и фальсификацией научных исследований Российской академии наук.

## Участники
В числе учёных, принимавших участие в фильме, были:
- Курт Вютрих, лауреат Нобелевской премии по химии в 2002 году;
- Инюшин Виктор Михайлович[5], биофизик, доктор биологических наук, профессор, заведующий кафедрой биофизики Казахского национального университета имени аль-Фараби, заведующий лабораторией биофизической экологии.
- Герберт Клима, доктор наук, профессор Венского института ядерной физики, Австрия;
- Казначеев, Влаиль Петрович, академик Российской академии медицинских наук, Новосибирск, Россия;
- Рустом Рой[англ.], почетный профессор в отставке Пенсильванского университета, специалист по материаловедению, сторонник нетрадиционной медицины, науки и религии[6];
- Мартин Чаплин (Martin Chaplin), профессор, заведующий лабораторией Лондонского университета Южного побережья[англ.], Великобритании[7];
- Воейков, Владимир Леонидович, доктор наук, профессор биологического факультета МГУ;
- Вячеслав Звонников, доктор медицинских наук, профессор, Россия;
- Ван Гуйхуа, главный агроном академии агрономической науки, Китай;
- Перл Лаперла (Dr. Pearl Laperla), доктор альтернативной медицины (степень за работу по акупунктуре[8]), специалист по аюрведическим практикам (в фильме выдаётся за иммунолога), Невада, США, участвовала также в аналогичном фильме «Плесень»;
- Константин Коротков, доктор технических наук, профессор, действительный член РАЕН;
- Александр Солодилов, доктор физико-математических наук, член-корреспондент РАЕН, основатель школы «Телос», генеральный директор ООО «Телос-Сибирь».

Неакадемические исследователи:
- Аллоис Грубер, исследователь;
- Леонид Извеков, исследователь, заведующий лабораторией по исследованию структуры воды, генеральный директор ОАО «Аква-система»[9], Россия;
- Масару Эмото, исследователь, Япония.

Богословы и религиозные деятели:
- Шамиль-Хазрат Аляутдинов, имам-хатыб мемориальной мечети на Поклонной горе, Москва, Россия;
- Митрополит Смоленский и Калининградский Кирилл, ныне Патриарх Московский и всея Руси;
- Пинхас Полонский, доктор богословия, Израиль;
- Дамба Аюшеев, глава Буддийской традиционной сангхи России;
- Адин Штейнзальц, раввин, Израиль.

## Критика
В адрес фильма прозвучало много критики как со стороны учёных, так и со стороны журналистов.
Комиссия по борьбе с лженаукой Российской академии наук крайне резко отозвалась о фильме. В бюллетене комиссии отмечается:

В апреле 2006 г. телеканал «Россия» показал мастерски снятый фильм «Великая тайна воды», который иначе как пасквилем на мировую науку назвать нельзя.

В конце 2006 г. фильм получил три премии «ТЭФИ». Тем самым телевизионных дел мастера убедительно продемонстрировали, что для них самое главное — рейтинг, даже если он достигается ценой грубого обмана. А то, что при этом совершенно беззастенчиво попирается наука, что людям навязываются средневековые представления, организаторам премиального балагана безразлично…
В том же номере бюллетеня приводится пример того, как снимались сюжеты с учёными, выступавшими в фильме:

Фильм возмутил научную общественность. Правда, есть «учёные», которые осознали, что на науке много не заработаешь, зато на обмане людей можно делать большие деньги. Подобных перевёртышей в науке мало. Но именно они собраны в фильме. Нелишне повторить, что исключением среди них является лауреат Нобелевской премии Курт Вютрих, который сообщил мне, что российские телевизионщики снимали в США его рассказ о воде целый час. Однако в фильм включили лишь три малозначительных фрагмента по 20 секунд. Его рассказ мастеров обмана мало интересовал. Им было важно назвать в этом пасквиле имя крупного уважаемого учёного.
В № 7 бюллетеня комиссии РАН (2010 г.) С. Г. Кара-Мурза в статье об обскурантизме на телевидении заявляет, что позиционирование таких фильмов, как «Великая тайна воды», научно-популярными препятствует восстановлению авторитета науки в обществе.
В предисловии к бюллетеню № 5 Комиссии РАН по борьбе с лженаукой (2009 г.) фильм оценивается как внесший «ощутимый вклад в стимулирование лженауки на новые „исследования“ воды, граничащие с чудом».
По словам телекритика Ирины Петровской:

«Великая тайна воды» — это очень красивая такая история, очень красивая с точки зрения телевизионной картинки, но при этом очень сомнительная с точки зрения соответствия научной истине, потому что там доказываются такие вещи, что вода, как живой организм, она имеет память, она реагирует на агрессивные слова. Это может быть очень интересно. Но дело в том, что немедленно люди, связанные с наукой, имеющие отношение к науке, сказали, что это полнейшее мракобесие.— Радиостанция «Эхо Москвы» / Передачи / Человек из телевизора / Суббота, 18.11.2006: Ирина Петровская
Алексей Паевский в статье «Пипл хлебает», вышедшей в Газета.ру под рубрикой «Мракобесие», отметил «банальное незнание школьной программы» у авторов фильма и привёл несколько примеров грубых фактических ошибок:
- в фильме звучит вопрос «Почему из всех жидкостей у воды самое высокое поверхностное натяжение?», однако из веществ, которые при нормальных условиях находятся в жидком агрегатном состоянии, наибольшее поверхностное натяжение имеет ртуть — 465⋅10−3 Н/м, вода — только 73⋅10−3 Н/м.
- в фильме звучит фраза «…только вода — единственное вещество на планете — может находиться в трёх состояниях (жидком, твердом и газообразном)», однако в трёх состояниях может находиться практически любое вещество, даже одновременно, см. «тройная точка».
- в фильме звучит фраза «Почему она (вода) является самым мощным растворителем на Земле?», однако даже уксусная кислота (не говоря об азотной или серной) является, по мнению Паевского, значительно лучшим растворителем.

Как пишет Паевский, «эти подтасовки возникли на экране в течение буквально одной минуты. А фильм длится больше часа». Он считает, что эти ложные утверждения авторов являются преднамеренным обманом: «Авторы до того уверены, что пипл схавает или, вернее, схлебает их сказку, что обманывают даже в тех местах, где их может уличить абсолютно ничего не понимающий в науке человек». Паевский указывает на то, что Эмото Масару, представленный в фильме как «исследователь воды», является одновременно главным спонсором фильма и создателем религиозной секты, продающей «„намоленную воду“ по 35 долларов за пять унций. Получается, что канал „Россия“ предоставил бесплатную (?) рекламу в прайм-тайм товару под названием „Indigo Water — геометрически совершенная вода с посланием вашему телу“».
Марина Аствацатурян, научный обозреватель радио «Эхо Москвы», считает, что вода стала «объектом сотворения псевдонаучных сенсаций, часть из которых сконцентрирована в так называемом „научно-популярном“ фильме „Великая тайна воды“». Аствацатурян утверждает, что фильм насыщен «обилием несоответствий действительности» и приводит некоторые их примеры:
- «полтора литра воды впитывается через кожу, когда мы принимаем душ или ванну» — легко опровергается взвешиванием до и после душа.
- согласно фильму, суперматерик Гондвана существовал 3,5 млн лет назад — на самом деле он последний раз откололся от суперматерика Пангея ещё 180 млн лет назад и раскололся 100 млн лет назад.
- авторы фильма акцентируют внимание на загадочности процесса поднятия воды по стволам деревьев, однако капиллярные силы известны со школьного курса физики.

Впрочем, это имеет такое же отношение к свойствам воды, как фильм, показанный по федеральному, то есть существующему на деньги налогоплательщика, каналу, к науке (о спасении которой заговорила власть) и к её популяризации. То есть никакого отношения.— Радиостанция «Эхо Москвы» / Передачи / Гранит науки / Четверг, 20.04.2006
Виктор Матизен в статье в «Новых известиях» раскритиковал награждение фильма премией «Лавр»: «Отдав премию паранаучной и притом заведомо недобросовестной ленте, Совет „Лавра“, в котором доминируют представители телеканалов, фактически выдал „великую тайну“ самого телевидения — его готовность обрабатывать мозги любыми средствами».
Фильм вызвал критику представителей Русской православной церкви, обвинивших создателей в оккультном и эзотерическом содержании, выдаваемом за науку, а также в дезориентации верующих. Георгий Белодуров отметил, что большинство участвующих в фильме «академиков» являются академиками РАЕН.
Всеволод Твердислов, доктор физико-математических наук, профессор, заведующий кафедрой биофизики физического факультета МГУ в комментарии для интернет-портала «Православие и мир» отметил следующее:

Отвратительно и то, что показали его 19 января, когда православные празднуют Крещение, и то, что вставили высказывания митрополита Смоленского Кирилла, нынешнего Патриарха. Он говорит правильные вещи, но потом, после его высказываний, идет очередная псевдонаучная белиберда. Все это талантливо смешано в одну кашу, чтобы внушить зрителю, будто и Церковь поддерживает эту белиберду.

## Награды
- Три премии ТЭФИ, в номинациях: «Документальный фильм», «Режиссёр телевизионного документального фильма/сериала», «Оператор телевизионного документального фильма/сериала»[17][18].
- Премия «Лавр» в разряде «лучший научно-популярный фильм»[источник не указан 1687 дней].